# David Blunkett
David Blunkett, baron Blunkett, né le 6 juin 1947 à Sheffield, est un homme politique britannique. 
Il est secrétaire d'État au Travail et aux Retraites, du 6 mai 2005 au 2 novembre 2005, date à laquelle il remet sa démission pour avoir violé le code très strict sur les emplois d'anciens ministres.

## Biographie
Le 15 décembre 2004, il est contraint de quitter le poste de ministre de l'Intérieur qu'il occupait depuis le 8 juin 2001 après la révélation d'une liaison amoureuse avec une femme mariée, l'éditrice américaine du magazine Spectator, Kimberly Quinn, avec qui il a reconnu avoir un fils. Cette relation a fait de lui la cible de critiques, notamment dans une pièce de théâtre et même une émission de télévision.
Il est secrétaire d'État à l'Éducation et à l'Emploi du 2 mai 1997 au 8 juin 2001.
En 2001, après les émeutes interethniques entre Blancs et musulmans à Bradford, Burnley et Oldham, il déclare qu'il y a un impératif linguistique et la nécessité d'un minimum d'intégration culturelle, mettant ainsi fin à la politique multiculturaliste britannique.
Il est aveugle de naissance.